# 鑰匙複製
鑰匙复制是指通過現有的鑰匙再製造出一個一模一樣的鑰匙。许多五金店都可以幫顧客複製钥匙，現在有不少自動化的鑰匙複製機器，甚至還有在線網站可以向顧客提供鑰匙複製服務。